# Abraham Chebii
Abraham Kosgei Chebii (Kaptabuk, 23 december 1979) is een Keniaanse atleet die is gespecialiseerd in de 5000 meter.
Chebii behoort tot de Marakwet, een stam van de Kalenjin. Hij is getrouwd en heeft twee kinderen (stand 2006). Zijn belangrijkste prestaties is het behalen van een zilveren medaille op het WK veldlopen 2005 in 11.38 en een vijfde plaats op het WK 2003 op de 5000 m in 12.57,74.
Op de Olympische Spelen van 2004 in Athene werd hij uitgeschakeld in de voorrondes van de 5000 m met een tijd van 13.22,30.

## Titels
- Keniaans kampioen veldlopen - 2004

## Persoonlijke records
Baan
| Onderdeel | Prestatie | Datum            | Plaats            |
| --------- | --------- | ---------------- | ----------------- |
| 1500 m    | 3.38,5    | 18 juni 2004     | Nairobi           |
| 1 mijl    | 3.55,31   | 4 juni 2000      | Londen            |
| 2000 m    | 5.04,28   | 8 juni 2007      | Villeneuve-d'Ascq |
| 3000 m    | 7.33,42   | 20 augustus 2006 | Monaco            |
| 2 mijl    | 8.18,06   | 28 mei 2006      | Eugene            |
| 5000 m    | 12.52,99  | 27 juni 2003     | Oslo              |
| 10.000 m  | 27.04,20  | 4 mei 2001       | Palo Alto         |

Weg
| Onderdeel      | Prestatie | Datum            | Plaats     |
| -------------- | --------- | ---------------- | ---------- |
| 5 km           | 13.23     | 1 april 2001     | Carlsbad   |
| 10 km          | 27.26     | 24 maart 2001    | Mobile     |
| 15 km          | 42.40     | 27 februari 2011 | Ostia Lido |
| halve marathon | 1:00.07   | 27 februari 2011 | Ostia Lido |

Indoor
| Onderdeel | Prestatie | Datum            | Plaats     |
| --------- | --------- | ---------------- | ---------- |
| 3000 m    | 7.38,63   | 21 februari 2008 | Stockholm  |
| 2 mijl    | 8.13,28   | 16 februari 2008 | Birmingham |

## Palmares

### 3000 m
Kampioenschappen
- 2002:  IAAF Grand Prix Finale - 8.33,42
- 2003:  Wereldatletiekfinale - 7.39,28
- 2004: 9e Wereldatletiekfinale - 7.54,86
- 2008: 8e Wereldatletiekfinale - 8.05,87

Golden League-podiumplekken
- 2002:  Memorial Van Damme – 7.36,58
- 2008:  Meeting Gaz de France – 7.37,51

### 5000 m
Kampioenschappen
- 2003: 5e WK - 12.57,74
- 2004: 5e in serie OS in Athene - 13.22,30
- 2009: 9e Wereldatletiekfinale - 13.35,59

Golden League-podiumplekken
- 2002:  Weltklasse Zürich – 12.58,98
- 2003:  Meeting Gaz de France – 12.53,37
- 2003:  Golden Gala – 12.57,14
- 2009:  ISTAF – 13.01,08

### 10.000 m
- 1999:  Zatopek Classic Meeting in Melbourne - 28.01,63
- 2000:  Zatopek Classic Meeting in Melbourne - 28.23,95
- 2001:  Cardinal Invitational in Palo Alto - 27.04,20
- 2001: 7e Keniaanse kamp. in Nairobi - 28.18,98

### 5 km
- 2001:  Carlsbad - 13.23
- 2005:  Wells Fargo in Salt Lake City - 13.43

### 10 km
- 1999:  Carrera Popular de Canillejas - 28.13
- 2001:  Azalea Trail Run in Mobile - 27.26
- 2001: 4e Peoples Beach to Beacon in Cape Elizabeth - 29.05
- 2006:  Cooper River Bridge Run in Charleston - 28.16
- 2006: 4e Crescent City Classic in New Orleans - 28.06
- 2007:  Giro Media Blenio in Dongio - 28.32,5
- 2007:  Great Ireland Run - 28.47
- 2008:  Great Ireland Run - 28.48
- 2009:  Parelloop - 27.47
- 2009:  Würzburger Residenzlauf - 28.08
- 2009:  Conseil Général in Marseille - 28.17

### halve marathon
- 2011:  halve marathon van Eldoret - 1:02.59
- 2011:  halve marathon van Ostia - 1:00.07

### veldlopen
- 2000: 5e WK veldlopen (korte afstand) - 11.25
- 2002: 24e WK veldlopen (korte afstand) - 12.45
- 2004: 19e WK veldlopen (korte afstand) - 11.59
- 2005:  WK veldlopen (korte afstand) - 11.38
- 2009: 8e Keniaanse WK Trials in Nairobi - 38.59,5